# Great Wall Voleex C30
Great Wall Voleex C30 або Great Wall C30 Tengyi — це перший компактний седан у лінійці легкових автомобілів Great Wall. 

## Опис

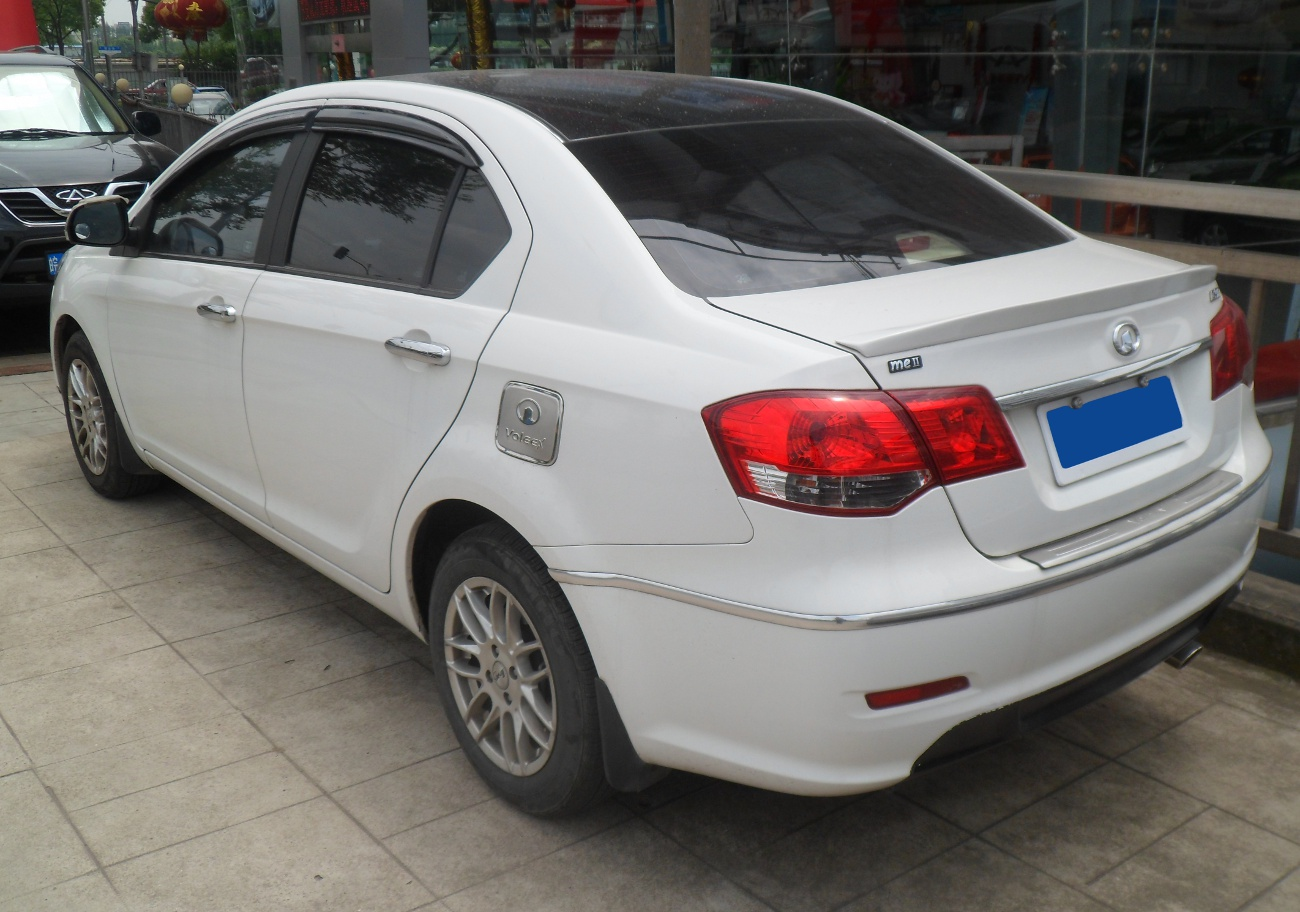
Voleex C30

Модель вперше було продемонстровано широкому загалу у 2011-му році в рамках міжнародного автосалону в Гуанчжоу (Auto Guangzhou [Архівовано 10 січня 2022 у Wayback Machine.] 2011). 
Voleex C30 адресовано, перш за все, молодим людям, сім’ям, що мають намір придбати перше авто, або змінити своє вживане авто на нове. Зовні авто виконано у спокійному, благородному стилі з нотками японської школи дизайну і здатне сподобатися людям різних смаків.
Незважаючи на компактні габарити, Voleex C30 забезпечує комфорт п’ятьом пасажирам, а просторий багажник здатен вмістити 510 літрів багажу.
Автомобіль оснащено сучасним 1,5-літровим бензиновим двигуном, що агрегатується як з 5-ступеневою механічною КПП, так і безступеневим варіатором CVT. Сучасні технології забезпечили потужність 97 к.с. та економічність на рівні 6,9 л/100 км у змішаному режимі.
Застосування високоміцних сталей у силовій конструкції кузова автомобіля, серійне оснащення двома подушками безпеки, а також ABS+EBD дозволили забезпечити високий рівень безпеки,  підтверджений вищою оцінкою за результатами краш-тесту China-NCAP (5 зірок).

## Будова автомобіля

### Двигун і трансмісія
Great Wall Voleex C30 оснащено сучасним 4-циліндровим рядним бензиновим силовим агрегатом GW4G15, 1498см³. В його основу покладено повністю алюмінієвий блок циліндрів, який дозволив знизити вагу двигуна. Електронно-керовані система зміни фаз газорозподілу та система впорскування палива, 16-клапанна конструкція головки циліндрів дозволили підвищити ефективність згорання і досягти не тільки досить високих показників потужності і обертального моменту (97 к.с. и 132 Нм), але й значної економії палива. У змішаному режимі витрата пального С30 складає усього лише 6,9 л/100 км, при цьому двигун відповідає екологічним нормам Євро 4.
Двигун агрегатується як з 5-ступеневою механічною КПП, так і автоматичною безступеневою трансмісією варіатором CVT. Постачальником варіаторів є відома бельгійська компанія  Punch Powertrain [Архівовано 12 серпня 2012 у Wayback Machine.], що також виробляє трансмісії для всесвітньо відомих компаній BMW, MINI, Proton та інших.

### Шасі та підвіска
В основі Great Wall Voleex C30 покладено передньоприводну платформу з незалежною підвіскою типу McPherson попереду та напівзалежною позаду. Така схема дозволила досягти декілька цілей: забезпечити комфорт, енергоємність, надійну керованість та простоту експлуатації підвісок.
За загальної довжини автомобіля 4452 мм конструкторам вдалося довести розмір колісної бази до 2610 мм. Відсутність трансмісійного тунелю у задній частині салону дозволило зробити підлогу абсолютно рівною, забезпечивши комфорт для трьох пасажирів.

### Інтер’єр
Інтер’єр Great Wall Voleex C30 виконано у класичному стилі, з аналоговими приладами та великим інформаційним дисплеєм, розташованим над центральним сегментом консолі. Темні кольори якісного тканинного оздоблення роблять салон практичним і солідним, при цьому у багато оснащених комплектаціях Elite та Elite+ також доступні сидіння зі шкіряним оздобленням.
Додатковий комфорт створює кондиціонер, доступний у базовій комплектації. Штатна аудіо система з 6-ма динаміками здатна відтворювати CD-диски, а також музичні файли у популярному форматі MP3. Комплектація Elite+ пропонує мультимедійну DVD систему з екраном на центральній консолі.
Voleex C30 пропонує місткий багажник об’ємом 510 л. Корисний об’єм можна значно збільшити, склавши спинки заднього дивана повністю або в пропорції 60:40. Також в салоні є безліч зручних ємностей для дрібних речей. Окрім «бардачку» у розпорядженні водія та пасажирів є багато корисних ємностей: маленький «бардачок» зліва від рульової колонки та поличка під нею, ніші у картах дверей, бокс в підлокітнику між передніми сидіннями, а також ніша у підлокітнику заднього дивану.

### Безпека
Great Wall Voleex C30 оснащено повним набором систем активної та пасивної безпеки, що дозволили отримати найвищу оцінку за результатами краш-тесту, проведеного згідно з методикою China-NCAP (5 зірок). Автомобіль комплектується дисковими гальмами всіх коліс, що доповнені анти блокувальною системою ABS та системою розподілення гальмівних зусиль EBD виробництва Bosch.
Захист водія і пасажирів забезпечує посилена елементами з високоміцної сталі силова структура пасажирського салону. В базову комплектацію входять подушки безпеки для водія та переднього пасажира, травмобезпечна рульова колонка, ремені безпеки для всіх пасажирів. Молодим сім’ям стануть у пригоді кріплення для дитячого сидіння, а також дитячі замки задніх дверцят.